# Ruta Estatal de Nevada 226
La Ruta Estatal de Nevada 226, y abreviada SR 226 (en inglés: Nevada State Route 226) es una carretera estatal estadounidense ubicada en el estado de Nevada. La carretera inicia en el Sur desde la SR 225  hacia el Norte en Deep Creek (Nevada). La carretera tiene una longitud de 62,8 km (39.017 mi).

## Mantenimiento
Al igual que las autopistas interestatales, y las rutas federales y el resto de carreteras estatales, la Ruta Estatal de Nevada 226 es administrada y mantenida por el Departamento de Transporte de Nevada por sus siglas en inglés Nevada DOT.